# Dainius Šadauskis
Dainius Šadauskis (* 23. Februar 1964 in Lenkeliai, Rajongemeinde Raseiniai) ist ein litauischer Politiker, Bürgermeister.

## Leben
1973 absolvierte er die Grundschule Perkūniškė. Nach dem Abitur 1988 an der 2. Mittelschule Raseiniai absolvierte er von 1982 bis 1987 das Diplomstudium der Hydromelioration an der Lietuvos žemės ūkio akademija und wurde Ingenieur.
Von 1995 bis 1996 arbeitete er im Unternehmen UAB „Inžineriniai tinklai“, von 1997 bis 1998 bei UAB „Magistralė“, 1999 bei UAB „Požeminės jungtys“, von 1999 bis 2000 bei AB „Mirkliai“ als Technikdirektor, von 2000 bis 2003 bei UAB „Hidroprofi stogai“, von 2003 bis 2005 bei UAB „Margusta“, 2005 bei UAB KRS als Arbeitenleiter, ab 2006 bei UAB „Statybos projektų vykdymo centras“ als Baudirektor, ab 2013 bei UAB „Profsta“ als Direktor.
Von 2010 bis 2011 war er Bürgermeister von Raseiniai.
Ab 2006 war er Mitglied von Lietuvos Respublikos liberalų sąjūdis.